# Colegiul Economic „Dimitrie Cantemir” din Suceava

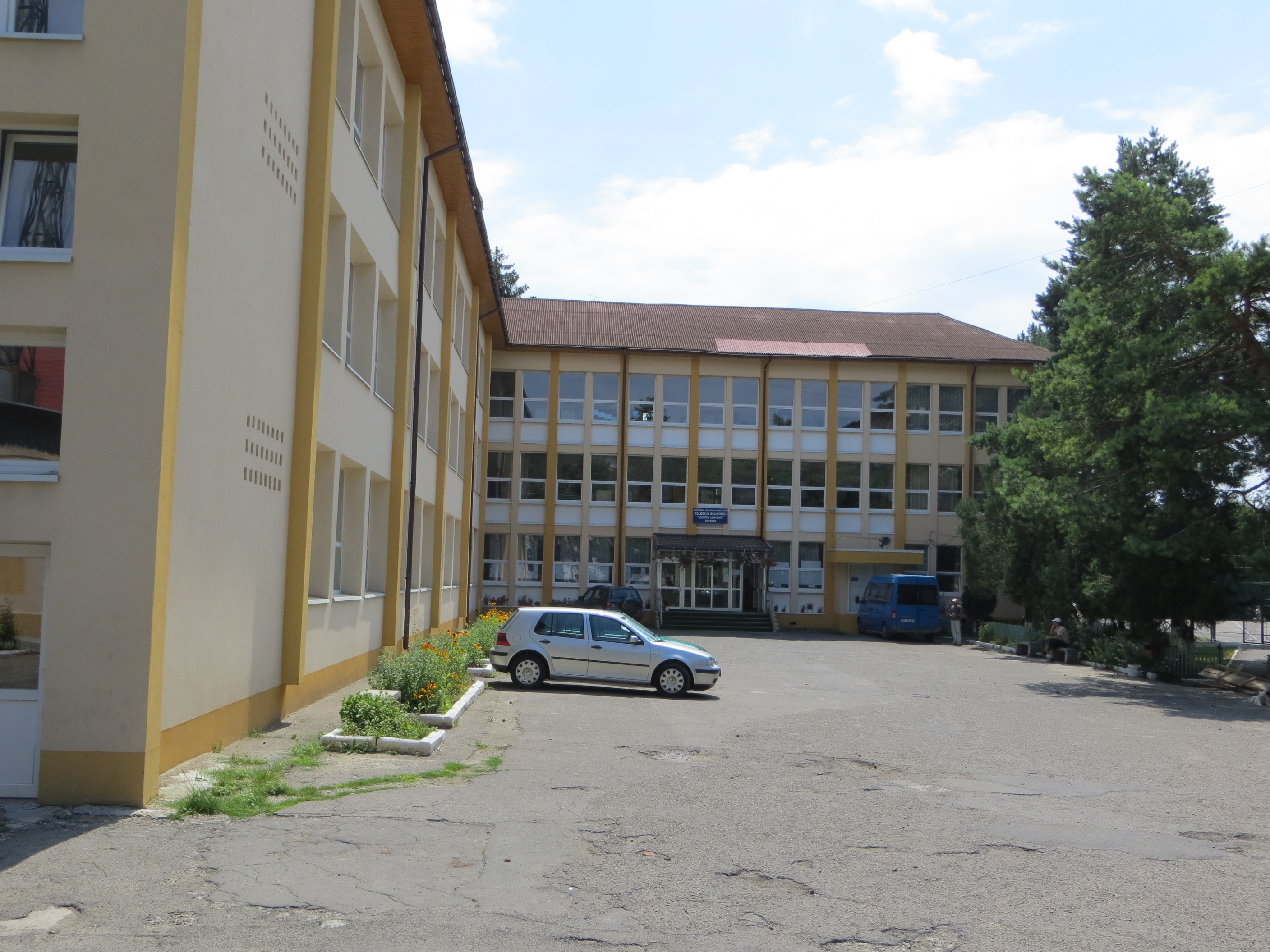
Colegiul Economic „Dimitrie Cantemir” din Suceava

Colegiul Economic „Dimitrie Cantemir” este o instituție de învățământ liceal din municipiul Suceava, înființată în anul 1966 sub numele Liceul Economic. În prezent, colegiul funcționează într-un complex de clădiri situat pe strada Profesor Leca Morariu (fostă Aleea Mărășești) nr. 17A, în spatele patinoarului artificial din cartierul Areni.

## Istoric
Începuturile învățământului economic sucevean se regăsesc în perioada de după Unirea Bucovinei cu România din 1918, când sunt înființate instituții cu rol educativ în vederea sprijinirii industriei și comerțului. La data de 1 decembrie 1926 încep cursurile Școlii Comerciale Elementare de Băieți din Suceava, școală extrabugetară cu durată de trei ani și precursoare a Colegiului Economic „Dimitrie Cantemir” de astăzi. În primul an sunt înscriși 37 de elevi, selectionați printr-un concurs de admitere desfășurat în luna noiembrie, majoritatea fiind fii de săteni care locuiau în comunele apropiate orașului. Pentru început, școala este încadrată cu trei profesori sub conducerea directorului Nicon Turtureanu. Acesta este înlocuit un an mai târziu de profesorul de matematică Pitul Constantin (titular la Liceul „Ștefan cel Mare”), tot acum efectivul școlii crescând la 60 de elevi, împărțiți în două clase. La 1 septembrie 1931 este numit în funcția de director Constantin Miclea, profesor de știinte comerciale și contabilitate, care va îndeplini această misiune până la 31 august 1955, când școala este desființată. În tot acest interval de timp, școala se mută de mai multe ori, având parte numai de localuri închiriate: la început funcționează într-un imobil de lângă Primărie (Palatul Administrativ de azi), apoi în altul din spatele Băncii, de unde se mută la Casa Învățătorului, apoi la parterul Liceului „Ștefan cel Mare”. De aici se relochează într-una din clădirile actualei Biblioteci „I.G. Sbiera”, până când în sfârșit, în anul 1945 este cumpărată prin contribuția părinților elevilor Casa Prunkul. De asemenea, instituția își schimbă de câteva ori statutul și denumirea. Astfel, la 1 septembrie 1935 devine Gimnaziu Comercial de patru clase, apoi, anul următor, școală bugetară cu denumirea Gimnaziul Comercial de Băieți „Dr. C. Angelescu”. În februarie 1943 unitatea de învățământ are 17 cadre didactice și 286 de elevi (52 de elevi interni, 197 la gazde și restul cu domiciliu stabil în Suceava). Până în anul 1944 tinerii din zonă care doreau să îmbrățișeze profesiuni din domeniul economic frecventau unul din gimnaziile existente în Suceava, Rădăuți, Fălticeni sau Siret, iar după promovarea examenului de capacitate, urmau cursul superior la Liceul Comercial din Cernăuți. Imediat după război, gimnaziul sucevean se extinde la opt ani de studiu, transformându-se în Liceul Comercial Suceava. Până la desființare, instituția este redenumită Școala Tehnică de Administrație Economică Mixtă (1947), respectiv Școala Medie Tehnică de Comerț Suceava (1948), iar apoi, în 1952, este mutată cu întregul personal la Botoșani, unde mai funcționa o școală de același profil.

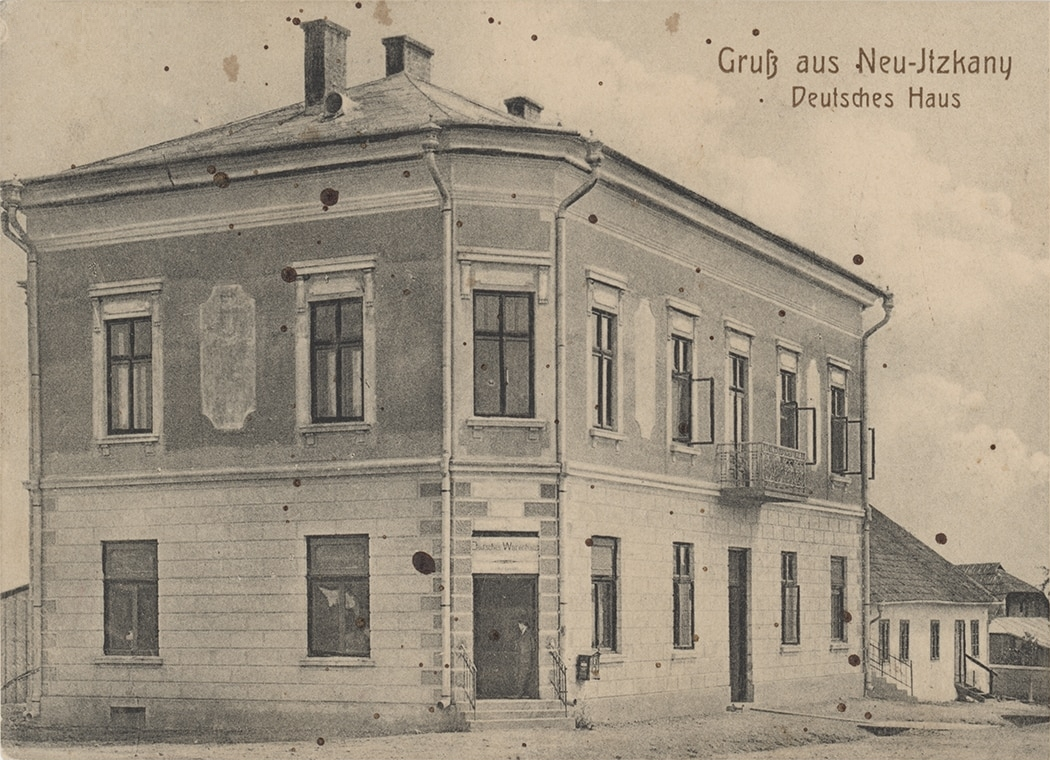
Fosta Casă Germană din Ițcani, sediul Liceului Economic Suceava între 1967–1969

La data de 12 septembrie 1966, prin Decizia nr. 688, ia naștere actualul Colegiu Economic „Dimitrie Cantemir”, sub titulatura inițială de Liceul Economic Suceava, compus din două clase ce desfășoară cursuri de zi (80 de elevi) și două clase curs seral (70 de elevi). Conducerea este încredințată tânărului profesor de matematică Corneliu Duceac, iar colectivul didactic cuprinde în majoritate profesori tineri. În primii săi trei ani de existență, liceul este găzduit în două imobile din cartierul Ițcani. Astfel, după ce pe parcursul primului an funcționează împreună cu Liceul nr. 3 în localul Școlii Generale nr. 7 (actualmente Școala Gimnazială „Grigore Ghica Voievod”), pe strada Epaminonda Bucevschi nr. 5, în 1967 se mută în clădirea fostei Case Germane care, la momentul respectiv, aparținea întreprinderii GOSTAT Ițcani. În afara spațiilor pentru orele de curs, Liceul Economic dispune de un internat cu 100 de locuri, amenajat în vechea clădire a școlii din Ițcani, situată pe strada Gării, în apropiere de pasajul rutier. În septembrie 1969, liceului i se repartizează localul actual, situat relativ aproape de cartierul Areni și de centrul orașului, devenit disponibil odată cu mutarea Liceului Pedagogic (Colegiul Național „Mihai Eminescu” din prezent) în strada Mărășești nr. 57.
Pe terenul aferent noului sediu este amenajată baza sportivă, iar în anii care urmează sunt construite utilitățile necesare desfășurării normale a procesului de învățământ. Astfel, în 1970 se deschide noul internat, cu o capacitate de 300 de locuri, amenajat într-o clădire cu parter și trei etaje. Un an mai târziu intră în exploatare cantina liceului și se realizează împrejmuirea incintei. În 1973 se inaugurează terenul de sport, iar în 1978 se încheie prima etapă de amenajare a cabinetelor și laboratoarelor. Până la Revoluția din 1989, baza materială se extinde (sală de gimnastică cu vestiare, cabinet de informatică) și se introduc noi profiluri de studiu (alimentație publică, industrie ușoară).
În 1991 denumirea instituției se schimbă în Grupul Școlar Economic Administrativ prin înființarea școlii postliceale. Aceasta completează învățământul liceal existent în programa unității, alături de școala profesională și de cea pentru ucenici. În anul aniversar 1996, în componența grupului școlar activează liceul economic cu cursuri de zi, având un efectiv de 1.026 de elevi repartizați în 34 de clase și acoperind profilurile finanțe-contabilitate, comerț și alimentație publică, liceul seral cu 8 clase totalizând 246 de elevi, școala profesională cu 6 clase (124 de elevi), precum și școala postliceală (2 clase însumând 28 de locuri). Majoritatea elevilor provin din municipiul și județul Suceava, cu excepția a 37 de elevi din Republica Moldova. Procesul de învățământ este asigurat de 66 de profesori și 5 maiștri instructori, din corpul profesoral făcând parte încă mulți dintre cei care au predat și în primii ani de existență a liceului. La 24 octombrie 1996, în baza Ordinului Ministrului Învățământului nr. 40726, se atribuie școlii numele domnitorului și cărturarului Dimitrie Cantemir. Ultima schimbare a titulaturii survine în anul 2004 când instituția capătă denumirea de Colegiul Economic „Dimitrie Cantemir”.
Pentru o instruire de calitate a elevilor, liceul sucevean colaborează cu diverși parteneri educaționali (agenți economici, unități de producție, instituții bancare), iar pe plan internațional dezvoltă relații cu unități similare din Norvegia, Germania și Spania. Ziua Colegiului „Dimitrie Cantemir” este organizată în fiecare an de conducerea școlii, în preajma sărbătorii Sfântului Dumitru (26 octombrie).

## Monumente
În curtea Colegiului Economic din Suceava a fost amplasat un bust închinat lui Dimitrie Cantemir, cel care dă numele școlii. Bustul se află pe un soclu de înălțime redusă, placat cu piatră fasonată. Pe soclu este aplicată o placă neagră de marmură cu inscripția: „Dimitrie Cantemir N. 26 oct. 1673 – D. 1723 Domn al Moldovei (1693 și 1710–1711), autor, cărturar, enciclopedist, etnograf, geograf, filozof, istoric, lingvist, muzicolog, om politic și scriitor român.”

## Imagini

Bustul lui Dimitrie Cantemir, amplasat în curtea colegiului
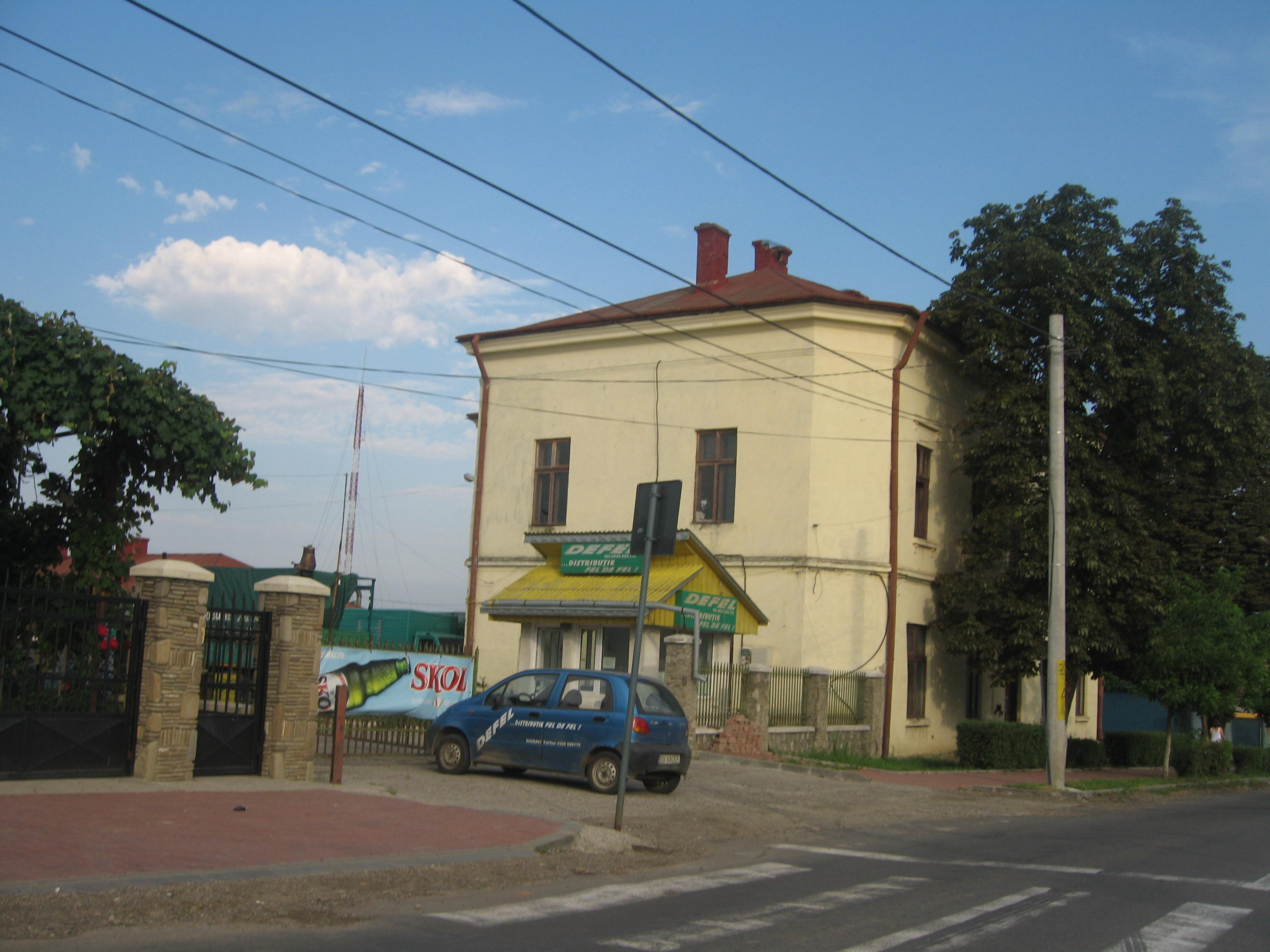
Clădirea fostei Case Germane din Ițcani, sediul liceului între 1967–1969
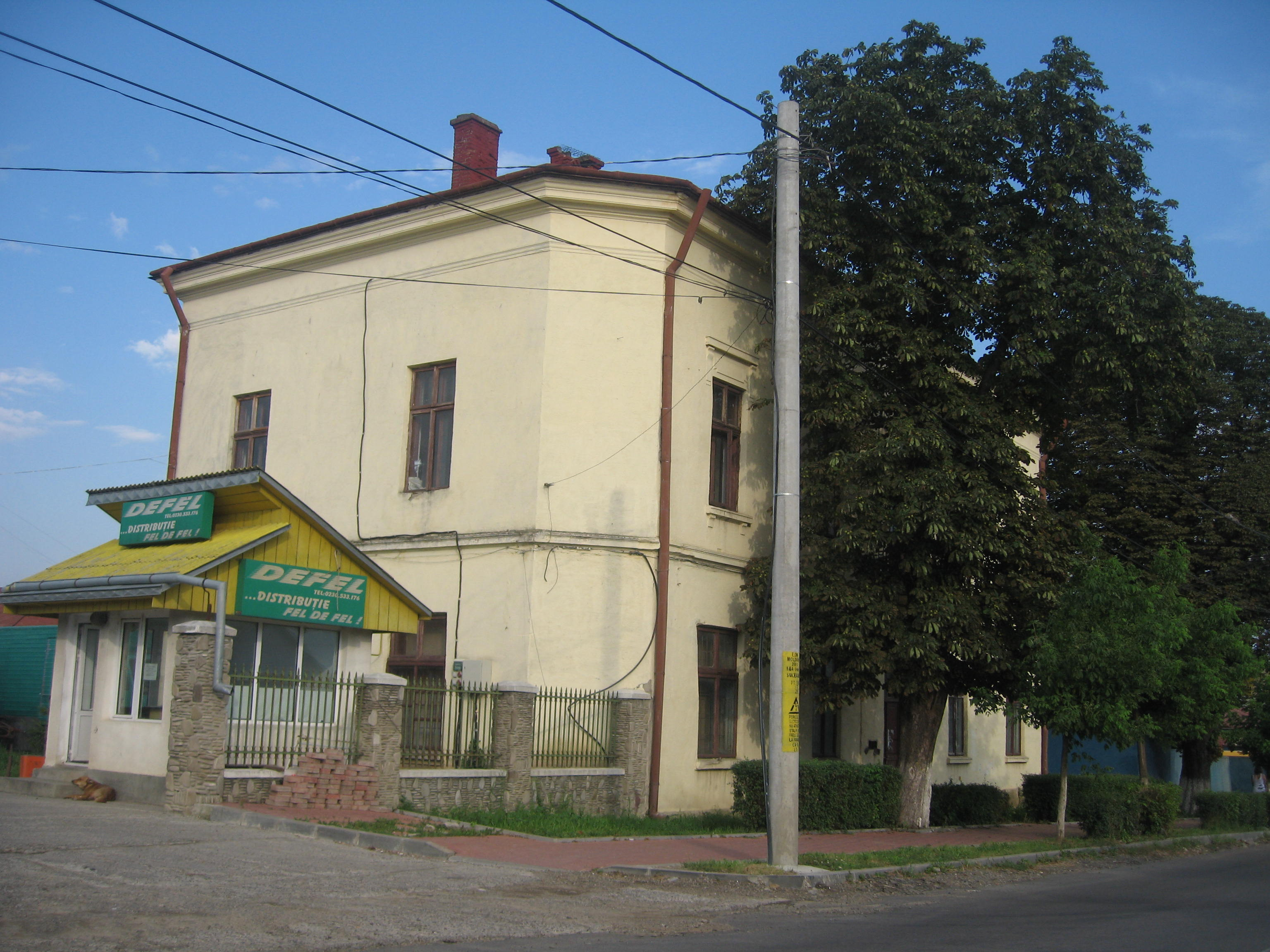
Clădirea fostei Case Germane din Ițcani, sediul liceului între 1967–1969
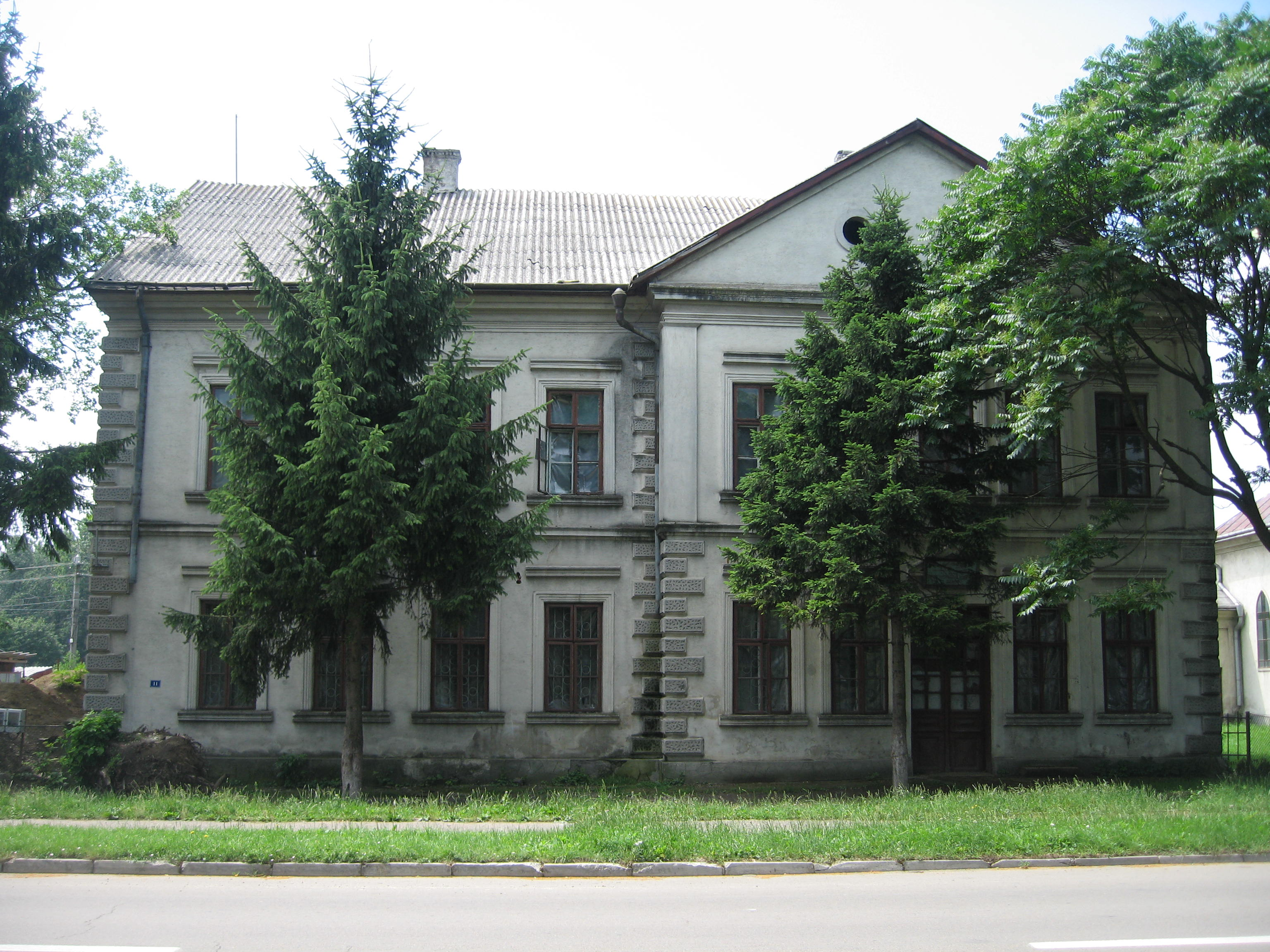
Fosta clădire a școlii din Ițcani a adăpostit internatul liceului în primii ani